# Bird Island (Namibia)
Bird Island, im Deutschen auch vor allem Guanoinsel, historisch auch spöttisch als Winters Unsinn (englisch Winter’s Folly) bezeichnet, ist eine künstliche Insel in der Walfischbucht in Namibia. Sie befindet sich etwa sieben Kilometer nördlich der Hafenstadt Walvis Bay und wurde ausschließlich zum Gewinn von Guano errichtet.
Die Holzinsel ist nicht im Boden verankert, sondern ist lediglich lose auf den darunterliegenden Felsen, dem Bird Rock, aufgestellt.

## Geschichte
Die Insel wurde auf einer Untiefe etwa 400 Meter von der Küste entfernt in den 1930er Jahren errichtet. Auf die Idee kam der Tischler Adolf Winter aus Swakopmund. Er hatte beim Vorbeifahren zur Ebbe stets tausende Seevögel auf den Felsen sitzen gesehen. Da durch die Flut das Guano stets abgewaschen wurde, stellte Winter einen Antrag zum Bau einer hölzerner Plattform eben an dieser Stelle. 1930 pachtete Winter den Felsen für einen Zeitraum von fünf Jahren und einer Pacht von 24 Pfund Sterling pro Jahr. Der Bau der ersten Plattform begann 1930 in einer Höhe von drei Metern und auf einer Fläche von 16 Quadratmetern. Bereits zwei Monate später wurde diese auf 64 Quadratmeter, ein Jahr später auf 256 Quadratmeter ausgebaut. Bereits im August 1931 war sie auf 1600 Quadratmeter angewachsen. Bis Ende 1938 wurde die Insel auf 17.000 Quadratmeter ausgebaut.

## Wirtschaftlichkeit
Das Guano der Insel gilt als besonders hochwertig, insbesondere da der Stickstoffgehalt deutlich höher als anderenorts ist und keinerlei Vermischung des Guano mit Sand stattfindet. Das Guano von Bird Island besteht zu 16 Prozent aus Stickstoff, 9 Prozent Phosphorsäure und 4 Prozent Kalisalz. Das Guano stammt zu 99 Prozent vom Kapkormoran.
Ab 1934 wurde erstmals das Guano an Land gebracht und verkauft.  Für ein Pfund Guano wurde ein Verkaufspreis von 5 Pfund Sterling und 10 Schillinge erzielt, der bis 1938 um etwa 40 Prozent gestiegen war. Bis 1942 konnten sämtliche Schulden für den Bau der Insel abgezahlt werden.
Der Abbau findet einmal im Jahr im Zeitraum Februar–März, bei einer Guanodicke von etwa fünf Zentimetern, statt. So können etwa 650 Tonnen gewonnen werden.

## Naturschutz
Anders als bei anderen Abbauflächen für Guano hat die Gewinnung auf der künstlichen Insel keinen bekannten Nachteil für die Umwelt. Zudem gibt Bird Island bis zu 200 Brutpaaren des Rosapelikan eine sichere Brutmöglichkeit.